# Přívozy v Česku

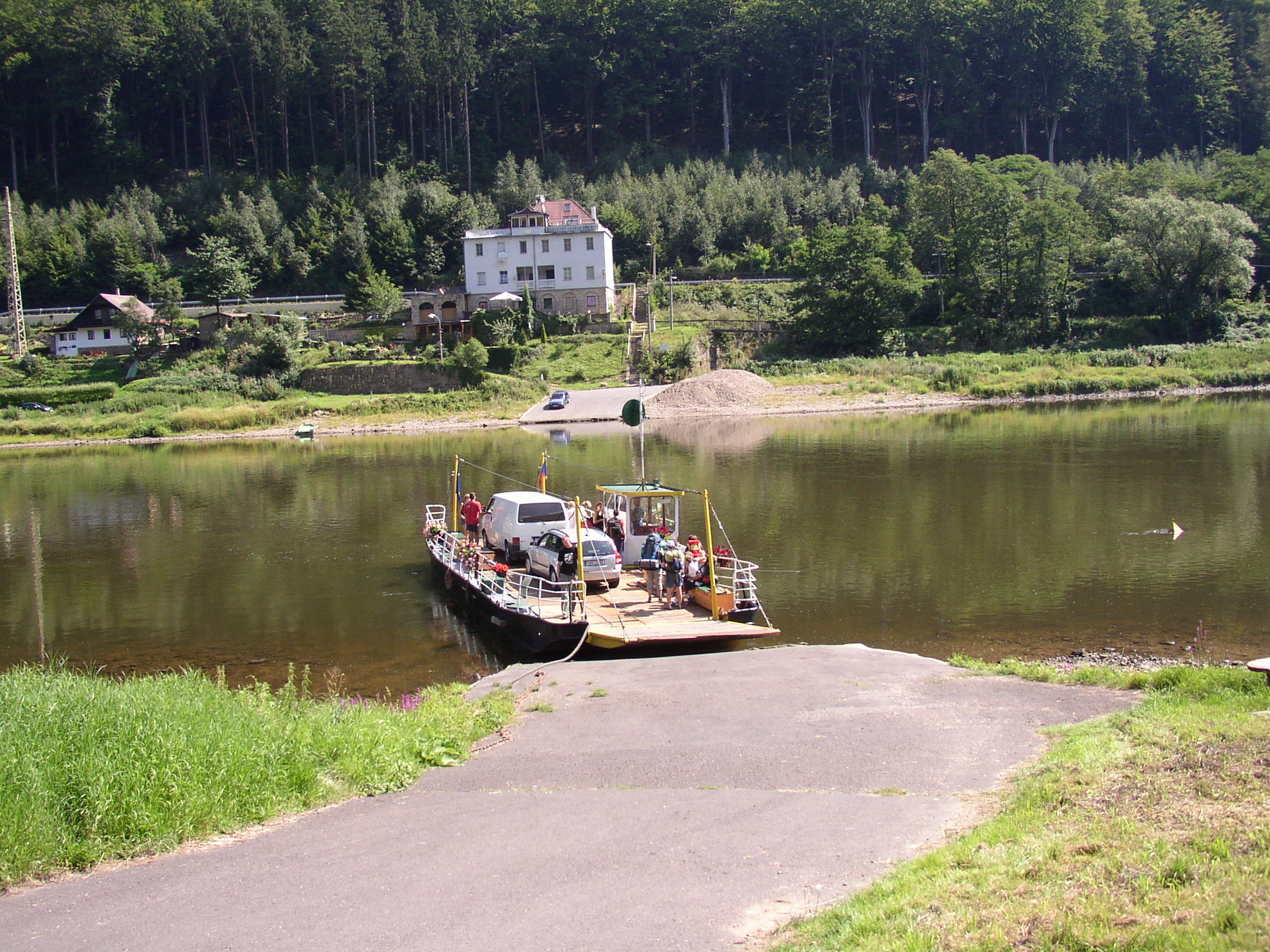
Přívoz přes Labe v Dolním Žlebu, rok 2007

Přívozy mají na území českých zemí, zejména v Čechách, dávnou tradici sahající do středověku. V Československu po druhé světové válce byly oficiálně součástí silniční sítě a provozované silničními správami. Většina dopravně nejvýznamnějších historických přívozů byla již nahrazena mosty. V moderní době mají přívozy dopravní charakter spíše doplňkový či turistický, provozovány jsou obcemi, podnikateli či spolky, zpravidla s dotací z veřejných peněz. V některých případech bývají přívozy zřizovány dočasně jako náhradní doprava po dobu rekonstrukce mostu či lávky. Status přívozů oficiálně mají i některé výdělečné turistické lodní linky, například na soutěskách Kamenice u Hřenska, na Punkvě, na Adršpašském jezírku, nějakou dobu i na Berounce u Černošic. Většina českých přívozů má podobu prámů či pramic, buď volně plujících nebo upoutaných na laně. 

## Historie
Právo přívozu bylo od středověku zpravidla předmětem privilegií, podobně jako správa mostů, s právem vybírat clo či mýtné. V některých případech bylo privilegium spojeno i s provozováním hostince, rybářskými právy a povinnostmi atd. 
V roce 1870 byl přijat zákon Právo vodní pro království České, na jehož základě se provozování přívozů stalo licencovaným podnikáním. K tomu byly přijaty tři navzájem si velmi podobné vodní zákony: český zákon zemský č. 71/1870 čes. z. z., o tom, kterak lze vodu užívati, ji svozovati a jí se brániti, moravský zákon zemský č. 65/1870 mor. z. z., o používání i provádění vod a obraně proti nim, a slezský zákon zemský č. 51/1870 slez. z. z., o používání i provádění vod a obraně proti nim. 
V Československu podle § 2 odst. 2 zákona č. 147/1949 Sb. a později podle vyhlášky č. 136/1961 Sb. (§ 10 odst. 3) byly přívozy součástí silnic, jejich provozovateli v takovém případě byly okresní správy silnic. Novější prováděcí vyhláška 35/1984 Sb. již přívozy v § 8 nezmiňovala, stejně jako nový silniční zákon 13/1997 Sb. v § 12. Česká ČSN 73 6220 (Evidence mostních objektů na pozemních komunikacích) z roku 2011 v úvodní kapitole 1 výslovně zmiňuje, že se kromě mostů, tunelů, galerií, zdí,  brodů a železničních přejezdů vztahuje i na přívozy, kterým se zpravidla také přidělují evidenční čísla podle této normy, a způsobem evidence přívozů na pozemních komunikacích se podrobně zabývá kapitola A.1.35 (evidenční list přívozu, v popisu přívozu se uvádí druh přívozu a jeho celkové uspořádání a pohon, uvádí se volná šířka prámu a šířka přilehlé komunikace v koruně, dovolené zatížení prámu se uvádí do sloupce pro výhradní zatížitelnost) a dále norma obsahuje vzor formuláře B.6 „Evidenční list přívozu“. Fakticky se však tato evidence na žádný přívoz nevztahuje, protože již mnoho let žádný není součástí silniční sítě. Přívoz Darová sice spojuje dva úseky silnice III/2316, ale sám podle oficiálního geoportálu součástí této silnice dnes není. Podobně i silnice III/23212 je ukončena u přívozu Nadryby a přívoz s navazující komunikací do Nadryb již součástí silniční sítě není. V Srbsku u Berouna je silnice III/11614 v oficiální evidenci dosud vedena k přístavištím dávno zaniklého přívozu, zatímco fakticky byla doprava převedena na most, který do silniční sítě nikdy zařazen nebyl a zůstal místní komunikací. 
V současném českém právu je k provozování jakékoliv vodní dopravy pro cizí potřeby podle § 33 zákona č. 114/1995 Sb., o vnitrozemské plavbě, nezbytná koncese k provozování vodní dopravy, která se vydává podle živnostenského zákona, přičemž plavební úřad vydává v koncesním řízení stanovisko. Provozovateli, objednateli nebo donátory přívozů jsou většinou obce, někdy jsou provozovateli podnikatelské subjekty či spolky. Jako přívozy Státní plavební správa eviduje nejen dopravu napříč přes řeky (Vltavu, Labe, Berounku, Sázavu a Moravici), ale i turistickou vodní dopravu na hřenských soutěskách (provozuje obec Hřensko), na Adršpašském skalním jezírku (provozují Technické služby Adršpach) a po Punkvě (provozuje Správa jeskyní České republiky). 

## Seznamy
Při systematickém vytěžení topografických map rakouského vojenského mapování z let 1763–1768, 1836–1852, 1876–1880, pruských vojenských map z let 1825 a 1877 a československých vojenských map z let 1953–1957 bylo na území Česka lokalizováno celkem 514 historických přívozů, dalších 28 přívozů bylo identifikováno z jiných, podrobnějších mapových zdrojů. Podle autorů této studie z roku 2022 doposud nebyla v Česku publikována systematická identifikace a evidence všech lokalit s provozem přívozů, ale práce týkající se pouze některých úseků řek, vycházející především z archivních zdrojů.
514 přívozů zjištěných v období 1763–2020 z vojenských map bylo situováno podle řek: 
- Vltava: celkem 156 přívozů (49 přívozů v mapě 1763–1768, 60 přívozů v mapě 1836–1852, 96 přívozů v mapě 1876–1880, 31 přívozů v mapě 1953–1955, 16 přívozů v mapě 2020)
- Labe: celkem 129 přívozů (30 přívozů v mapě 1763–1768, 63 přívozů v mapě 1836–1852, 74 přívozů v mapě 1876–1880, 43 přívozů v mapě 1953–1955, 10 přívozů v mapě 2020)
- Berounka: celkem 66 přívozů (7 přívozů v mapě 1763–1768, 55 přívozů v mapě 1836–1852, 38 přívozů v mapě 1876–1880, 15 přívozů v mapě 1953–1955, 3 přívozy v mapě 2020)
- Ohře: celkem 51 přívozů (12 přívozů v mapě 1763–1768, 28 přívozů v mapě 1836–1852, 26 přívozů v mapě 1876–1880, 5 přívozů v mapě 1953–1955, 1 přívoz v mapě 2020)
- Sázava: celkem 34 přívozů (4 přívozy v mapě 1763–1768, 10 přívozů v mapě 1836–1852, 23 přívozů v mapě 1876–1880, 12 přívozů v mapě 1953–1955, 1 přívoz v mapě 2020)
- Otava: celkem 15 přívozů (5 přívozů v mapě 1763–1768, 11 přívozů v mapě 1836–1852, 7 přívozů v mapě 1876–1880, 4 přívozy v mapě 1953–1955)
- Lužnice: celkem 15 přívozů (10 přívozů v mapě 1763–1768, 8 přívozů v mapě 1836–1852, 4 přívozy v mapě 1876–1880, 5 přívozů v mapě 1953–1955)
- Morava: celkem 15 přívozů (6 přívozů v mapě 1763–1768, 6 přívozů v mapě 1836–1852, 8 přívozů v mapě 1876–1880, 4 přívozy v mapě 1953–1955)
- Jizera: celkem 9 přívozů (1 přívoz v mapě 1763–1768, 3 přívozy v mapě 1836–1852, 6 přívozů v mapě 1876–1880, 3 přívozy v mapě 1953–1955, 1 přívoz v mapě 2020)
- Odra: celkem 7 přívozů (1 přívoz v mapě 1763–1768, všech 7 přívozů v mapě 1836–1852, pouze 2 přívozy v mapě 1876–1880)
- Bečva: celkem 5 přívozů (1 přívoz v mapě 1876–1880, všech 5 přívozů v mapě 1953–1955)
- Orlice: celkem 3 přívozy (všechny v mapě 1836–1852, pouze jeden v mapě 1876–1880)
- Dyje: celkem 2 přívozy (po jednom přívoze v mapách 1836–1852, 1876–1880, 1953–1955)
- Olše: celkem 2 přívozy (oba v mapě 1836–1852, pouze jeden v mapě 1876–1880)
- Opava: celkem 2 přívozy (oba v mapě 1836–1852, pouze jeden v mapě 1876–1880)
- Moravice: celkem 1 přívoz (pouze v mapě 2020)
- Střela: celkem 1 přívoz (zachycen pouze jednou, v letech 1876–1880)
- Svratka: celkem 1 přívoz (zachycen v nejstarších dvou mapách, 1763–1768 a 1836–1852)

Celkově bylo v topografických vojenských mapách nalezeno 514 přívozů, a to 126 přívozů v mapě 1763–1768, 260 přívozů v mapě 1836–1852, 290 přívozů v mapě 1876–1880, 128 přívozů v mapě 1953–1955, 33 přívozů v mapě 2020. V letech 1876–1880 byla v provozu více než polovina (56,4 %) z celkového počtu zaznamenaných lokalit, v období 1836–1852 to bylo 50,6 % lokalit, v roce 2020 již pouze 6,4 % lokalit. Naprostá většina přívozů byla zjištěna v povodí Labe. Do povodí Moravy a Odry spadalo pouze 35 lokalit (6,8 %). Žádný z přívozů nebyl zjištěn ve všech 5 sledovaných obdobích, ve čtyřech obdobích bylo zaznamenáno 25 přívozů, ve třech obdobích 61 přívozů, ve 2 obdobích 126 přívozů, pouze v 1 období 302 přívozů a bez výskytu ve vojenských mapách bylo 28 přívozů zjištěných pouze z pomocných zdrojů. Z dosud provozovaných přívozů patří mezi nejstarší přívoz přes Labe v Osečku. Zjištění z vojenských topografických map bylo možno porovnat též s plavebními mapami pro Labe a Vltavu z doby kolem roku 1950. Tihelka publikoval mapu přívozů v oblasti středního Posázaví pro oblast Kutnohorska v posledním období jejich existence v polovině 20. století, v níž vycházel ze záznamů Vodních knih, které byly vedeny u okresních úřadů a obsahovaly mj. platné licence k provozu jednotlivých přívozů. Tihelka podchytil například přívozy Soběšín, Samopše, Sázava, Radvanice a Rataje nad Sázavou, uváděné jako zaniklé k roku 1952, resp. 1953 nebo 1955, které se ve vojenských mapách zachytit nepodařilo. Tihelka uvádí přívoz Ledečko jako zaniklý k roku 1956, přestože byl podle údajů ŘSD již kolem roku 1932 nahrazen mostem.
Zjištěné říční přívozy na území Česka jsou rozčleněny do článků podle vodních toků. 
- Vltava: přívozy na Vltavě
- Otava: přívozy na Otavě
- Lužnice:
  - bývalý Stádlecký přívoz na místě řetězového Stádleckého mostu přeneseného sem v letech 1970–1974, fungoval až do zprovoznění mostu. , 
  - Kemp Na Říhovkách – cesta od osady Lišky, Bechyně. Přívoz značen v turistické mapě mapy.cz,[4] bližší informace obtížně dostupné
  - Bechyně, Židova strouha – přívoz zmiňován,[5] poznamenán v turistické mapě mapy.cz,[4] bližší informace a provozovatel nezjištěni
- Sázava: přívozy na Sázavě
- Berounka: přívozy na Berounce
- Labe: přívozy na Labi v Čechách
- Cidlina:
  - bývalý přívoz při ústí do Labe (ř.km. Labe 70,50)
- Ohře:
  - přívoz v Šabině
  - Louny: kvůli opravě lávky přes Ohři v parku T. G. Masaryka zorganizoval Jan Žalud od pátku 13. června 2014 neoficiální dočasný dobrovolnický přívoz s rysy happeningu. Nástupiště na straně výstaviště je mezi uzavřenou lávkou a městským koupalištěm, na druhé straně je u zelené dřevěné boudy. Jan Žalud tam vybudoval přístupové molo a pověsil železný nástroj na přivolání převozníka. Vyzval Louňáky, aby se do akce zapojili jako dobrovolní převozníci.[6] Převáželo se pramicí zapůjčenou ze sousedního koupaliště. Za dobu své existence přepravil přívoz přes 300 osob a nepočítaně pejsků a jízdních kol. Mezi cíli přívozu bylo přitáhnout pozornost lidí ke krásné řece a rozvíjet občanskou pospolitost. Organizátor připustil, že by se vzpomínka na přívoz mohla každé léto vracet.[7] Provoz byl slavnostně zakončen 5. srpna 2014, do akce se zapojilo 15 až 20 dobrovolných převozníků.[8]
- Soutěsky Kamenice
- Dyje: 
  - přívoz u Nových Mlýnů: od roku 1899 zde nad někdejším jezem fungoval přívoz, od roku 1932 ho provozoval mlynář Veverka, který ho převzal od Lichtenštejnských lesů, které původně chtěly jeho provoz ukončit. O náklady na opravy lodi se podle dohody měl s nimi dělit napůl. V roce 1935 mlynář upozorňoval lesní úřad, že prám je ve velmi špatném stavu a hrozí nebezpečí neštěstí. Uvedl, že jej poslední tři roky udržoval na své náklady, a požadoval, aby jej tedy správce lesů další tři roky podle dohody udržoval na své náklady s tím, že od toho data se mlynář zříká odpovědnosti za přívoz.[9] Dne 26. května 1936 zde došlo k největší známé tragédii v historii převoznictví v českých zemích. 109 dětí z Rakvic na 8 koňských povozech bylo na školním výletě na Pálavu, k přívozu dorazili postupně mezi půl osmou a osmou ráno.[9] Hladina byla asi o metr a půl nad normálním stavem, přívoz byl poháněn ručním taháním převozníka za vodicí lano.[9] Převozník Šustr nejprve úspěšně převezl dva povozy, z nichž na každém bylo asi 15 dětí. Když na převezení čekal třetí povoz, dorazily k přívozu všechny následující. Čekající děti byly netrpělivé, a tak se s třetím povozem na prám nalodila více než polovina zbývajících dětí, podle pozdějšího vyšetřování jich v době nehody bylo na prámu celkem 52. Převozník proti tomu nic nenamítal a byl si bezpečností plavby jistý, jen manželka jednoho ze strážníků nabádala děti na zádi, aby vystoupily a počkaly, několik dětí ji poslechlo.[9] (Podle některých vyprávění učitelé přemluvili převozníka k přetížení lodě, aby nemuseli platit za více převozů.[10]) V silnějším proudu se záď lodi kvůli konstrukční chybě v levé bočnici v blízkosti zádi začala potápět a děti se přesouvaly dopředu, prám se však naklonil a do vody vyklopil povoz se zbývajícími dětmi, proudící voda poté okamžitě prám potopila[9] (podle některých podání se prám rozlomil[10] nebo se koně splašili a prám převrhli[11]) a utopilo se 31 dětí, 32. obětí byl kočí, kterého kůň kopl do hlavy.[9] Kočí z dosud čekajícího 4. povozu zachránil z řeky pomocí loďky celkem 10 dětí, avšak loďka se zachráněnými najela na jez a převrhla se a z dětí se tak zachránila jen část.[9] Ještě v den nehody byli vzati do vazby majitel přívozu, převozník a doprovázející učitelé, následně je prvoinstanční soud i odsoudil, v odvolacím řízení byli učitelé zproštěni obvinění, kvůli útokům místních obyvatel však museli Rakvice opustit. Majitel přívozu dostal trest vězení 6 měsíců podmíněně a převozník 10 měsíců nepodmíněně. Správu lesů, která nesplnila svoji povinnost přispívat na obnovu přívozu, nikdo k odpovědnosti nepohnal.[9] Podle následného četnického výpočtu byl prám zatížen asi o 400 kg více, než mohl unést.[9] Prezident Masaryk nechal u místa tragédie vybudovat žulový pomník se jmény všech obětí.[11] Pomník byl léta skryt u čerpací stanice, roku 2006 byl přemístěn zpět k řece.[10]

## Podpora přívozů ve Středočeském kraji
Středočeský kraj v roce 2018 finančně podpořil prostřednictvím dotace obcím 7 přívozů v kraji, a to celkovou částkou 1 620 000 korun na provoz a rozvoj přístavů, a to:
- Klecany 380 tisíc korun
- Lužec nad Vltavou 380 tisíc korun
- Máslovice 380 tisíc korun
- Branov 180 tisíc korun
- Oseček 180 tisíc korun
- Úholičky 100 tisíc korun
- Černošice 20 tisíc korun

Zároveň kraj plánoval zahájit ještě v roce 2018 s obcemi jednání o začlenění těchto přívozů do Pražské integrované dopravy (černošicko-kazínský přívoz již v té době začleněný byl). Krajský radní pro dopravu František Petrtýl uvedl, ve Středočeském kraji dosud nebyl nastaven jednotný systém financování a provoz některých přívozů financoval kraj ze svého rozpočtu, dalším byly poskytnuty dotace z jiných fondů a některé hradily samotné obce. Proto má také každý přívoz jiný tarif, neexistuje systém kontroly, základních dopravních pravidel ani dostupnost informací o provozu. Na rok 2019 pak kraj plánoval druhou etapu jednání, ve kterém by se předběžně jednalo o přívozy:
- Vrané nad Vltavou – Strnady
- Nová Živohošť – Stará Živohošť
- Kamenný Přívoz – Žampach
- Senohraby – Zlenice

V roce 2019 podle tiskové zprávy kraj podpořil 8 přívozů (dle úvodu tiskové zprávy 6 obcí a měst) celkovou částkou 3,97 milionu korun, ke stávajícím 7 přívozům přibyl přívoz v Nymburce, nahrazující dočasně lávku přes Labe.
- Nymburk 2 miliony korun (dočasná náhrada lávky)
- Máslovice 480 tisíc korun
- Lužec nad Vltavou 380 tisíc korun
- Klecany 380 tisíc korun
- Branov 360 tisíc korun
- Oseček 250 tisíc korun
- Úholičky 100 tisíc korun
- Černošice 20 tisíc korun

O plánech na integraci ani výsledcích údajných dosavadních jednání již nebyla v tiskové zprávě kraje ani zmínka.
19. září 2023 zastupitelstvo kraje schválilo dotaci pro 5 obcí a přívozů, jimž rozdělil na základě veřejnoprávních smluv na provoz a rozvoj přívozů 1,64 milionu korun:
- Máslovice 650 tisíc korun
- Branov 360 tisíc Kč
- Klecany 280 tisíc Kč
- Oseček 250 tisíc Kč
- Úholičky 100 tisíc Kč

O plánech na jejich zařazení do systému PID opět nebyla ve zprávě ani zmínka.
Lužecký přívoz byl v roce 2020 nahrazen lávkou. Kazínský přívoz byl od 1. června 2019 trvale zrušen v souvislosti s tím, že novela zákona o vnitrozemské plavbě vyřadila přilehlý úsek Berounky od řkm 37 ze seznamu dopravně významných vodních cest, kvůli čemuž dopravce přestal provozovat turistickou lodní linku, do níž byla trasa přívozu začleněna.